# Gabri
Gabriel García de la Torre, mais conhecido como Gabri (Sallent, 10 de Fevereiro de 1979), é um ex-futebolista profissional espanhol. 

## Carreira
Meia revelado pelo Barcelona. representou a Seleção Espanhola de Futebol, nas Olimpíadas de 2000, medalha de prata.  E participou da Eurocopa de 2004 com a Seleção Espanhola.